# 仰阿莎
《仰阿莎》（苗语黔东方言：Niangx Eb Seil），又作《娘阿莎》、《仰欧桑》，意为“清水姑娘”，是一首苗族长篇爱情叙事史诗，讲述了女主人公、传说中苗族最美丽的姑娘仰阿莎追求爱情的故事。该诗主要流传于黔东南清水江流域，在苗族文学史上有着重要的地位。
今天贵州剑河县的仰阿莎湖便是以仰阿莎的名字命名的。2007年起，每年农历六月六日都会举办剑河仰阿莎文化节。2008年，《仰阿莎》入选第二批国家级非物质文化遗产。

## 主要內容
《仰阿莎》的主要內容為：美麗的姑娘仰阿莎因聽信了烏雲的謊言而被騙嫁給了太陽。然而新婚不久，太陽便拋下仰阿莎前往東海經商，仰阿莎獨守了六年空房。後來，她與太陽的弟弟月亮相愛，兩人決定私奔，逃到天邊，月亮亦把江山贈給了太陽。經過一凡曲折後，兩人最終過上了幸福的生活。<ref>{{cite book|title=《中國民間長詩選》|editor=上海文藝出版社|publisher=